# 飯塚慶之助
飯塚 慶之助（いいづか けいのすけ、1887年（明治20年）2月28日 - 1960年（昭和35年）3月22日）は、大日本帝国陸軍軍人。最終階級は陸軍少将。

## 経歴
1887年（明治20年）に東京府で生まれた。陸軍士官学校第19期卒業。1934年（昭和9年）3月5日に陸軍歩兵大佐進級と同時に姫路連隊区司令官に着任。1935年（昭和10年）12月に歩兵第48連隊長に転じ、1938年（昭和13年）7月15日に陸軍少将進級と同時に待命、7月27日に予備役に編入された。
1945年（昭和20年）3月31日に召集され秋田連隊区司令官兼秋田地区司令官に就任した。
1947年（昭和22年）11月28日、公職追放仮指定を受けた。

## 栄典
位階
- 1938年（昭和13年）8月24日 - 従四位[5]